# Christophe Bataille
Pour les articles homonymes, voir Bataille (homonymie).
Christophe Bataille, né le 14 octobre 1971 à Versailles, est un écrivain français.

## Biographie
Après des études de gestion à l'école des Hautes études commerciales (Paris), Christophe Bataille travaille deux ans à Londres en coopération pour L'Oréal. C'est là qu'il écrit son deuxième roman, Absinthe, suivant le succès du premier, Annam, bien accueilli par la critique[réf. nécessaire].
De retour à Paris, il change de métier en 1995 et passe dans le monde de l'édition chez Grasset tandis qu'il continue d'écrire la nuit[réf. nécessaire].
Depuis janvier 2007, il soutient Bibliothèques sans frontières, une jeune ONG qui vise à faciliter l'accès au savoir dans les pays en développement[réf. nécessaire].

## Œuvres
- Annam, éditions Arléa, 1993 (Prix Louis-Barthou, prix du premier roman et prix des Deux Magots, 1994)
- Absinthe, Arléa, 1994 (prix de la Vocation)
- Le Maître des heures, Grasset 1997
- Vive l'enfer, Grasset, 1999
- J'envie la félicité des bêtes, Grasset, 2002
- Quartier général du bruit, Grasset, 2006
- Le Rêve de Machiavel, Grasset, 2008
- L’Élimination coécrit avec Rithy Panh, Grasset, 2012  (ISBN 978-2246772811) (prix Essai France Télévisions, prix Aujourd'hui, prix Joseph-Kessel et prix livre et droits de l'homme de la Ville de Nancy, tous obtenus en 2012)
- L’Expérience, Grasset, 2015
- L'Image manquante, film de Rithy Panh, dont il écrit la voix off sous forme de poésie (prix « Un certain regard » au Festival de Cannes 2013)
- La Paix avec les morts, coécrit avec Rithy Panh, Grasset, 2020
- Irradiés, film de Rithy Panh, dont il coécrit le scénario (prix du meilleur documentaire à la Berlinale 2020)
- La Brûlure, Grasset, 2021